# Memecylon nigrescens
Memecylon nigrescens là một loài thực vật có hoa trong họ Mua. Loài này được Hook. & Arn. mô tả khoa học đầu tiên năm 1833.